# Кальвица
Ка́львица (якут. Кальвица) — село в Кобяйском улусе Республики Саха (Якутия) России. Входит в состав Куокуйского наслега.

## Этимология
Названо в честь полярного лётчика О. А. Кальвица (1888—1930), погибшего около села.

## География
Село находится в центральной части Якутии, в пределах Центральноякутской низменности, на левом берегу реки Берге-Тюгене, на расстоянии примерно 22 км (по прямой) к западу от посёлка городского типа Сангар, административного центра улуса.
Климат
Климат характеризуется как резко континентальный, с продолжительной морозной зимой и коротким летом. Средняя температура воздуха самого тёплого месяца (июля) составляет 10 °C; самого холодного (января) — −40 °C. Среднегодовое количество атмосферных осадков составляет 200—250 мм. Снежный покров держится в течение 205—215 дней в году.

## Население
| 2002 | 2010 | 2021 |
| ---- | ---- | ---- |
| 177  | ↗189 | ↘149 |

Половой состав
По данным Всероссийской переписи населения 2010 года, в гендерной структуре населения мужчины составляли 48,1 %, женщины — соответственно 51,9 %.
Национальный состав
Согласно результатам переписи 2002 года, в национальной структуре населения якуты составляли 100 % из 177 чел.

## Улицы
| - ул. Гуляева, - ул. Набережная, - ул. Новгородова, | - ул. Озёрная, - ул. Павлова, - ул. Рыбацкая. |